# Euphorbia hypericifolia
Euphorbia hypericifolia — вид рослин із родини молочайних (Euphorbiaceae), зростає у Південній Америці й на півдні Північної Америки.

## Опис
Це однорічна трава зі стрижневим коренем. Стебла від прямовисних до висхідних, 15–50 см, голі. Листки супротивні; прилистки дельтаподібні, зазвичай цілі, 1.5–2.2 мм завдовжки, голі; ніжка листка 1–3 мм, гола; листові пластинки косо-довгасто-округло-яйцюваті, 10–35 × 7–15 см, основа асиметрична, коса, краї зубчасті або дрібно зубчасті, особливо до верхівки, вершина широко гостра, поверхні голі. Цвіте і плодоносить ранньою весною — пізньою осінню. Плоди стиснено-кулясті, 1.3–1.4 × 1.1–1.5 мм, безволосі. Насіння яйцювато-трикутної форми, тупо 4-кутові в перетині, 0.9–1.1 × 0.5 мм, з неглибокими неправильними западинами, що чергуються з низькими, гладкими хребтами.

## Поширення
Зростає у Південній Америці й на півдні Північної Америки. Населяє відкриті, порушені зони, розплідники; 0–200 метрів.

## Галерея

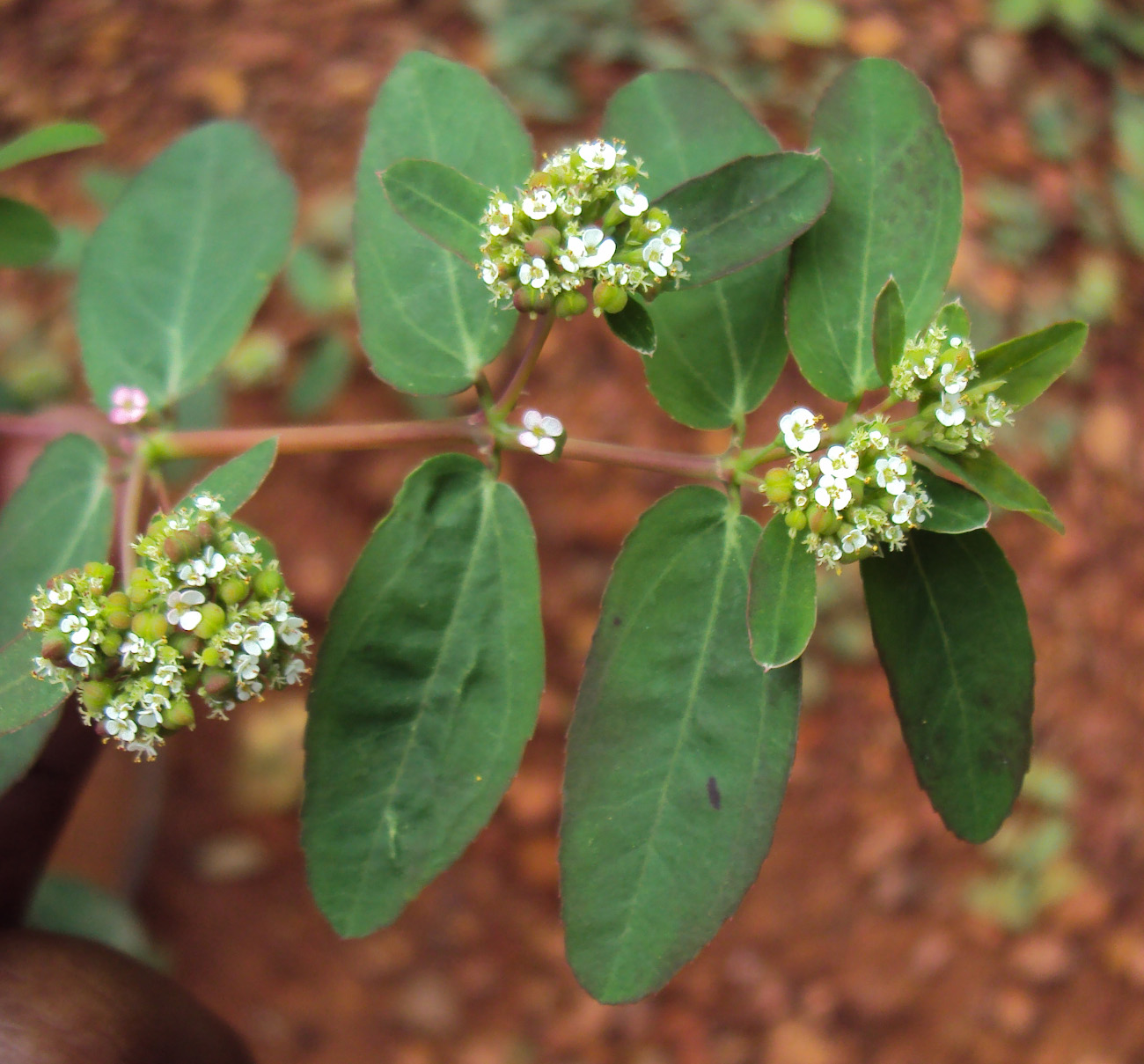
стеблина з квітками
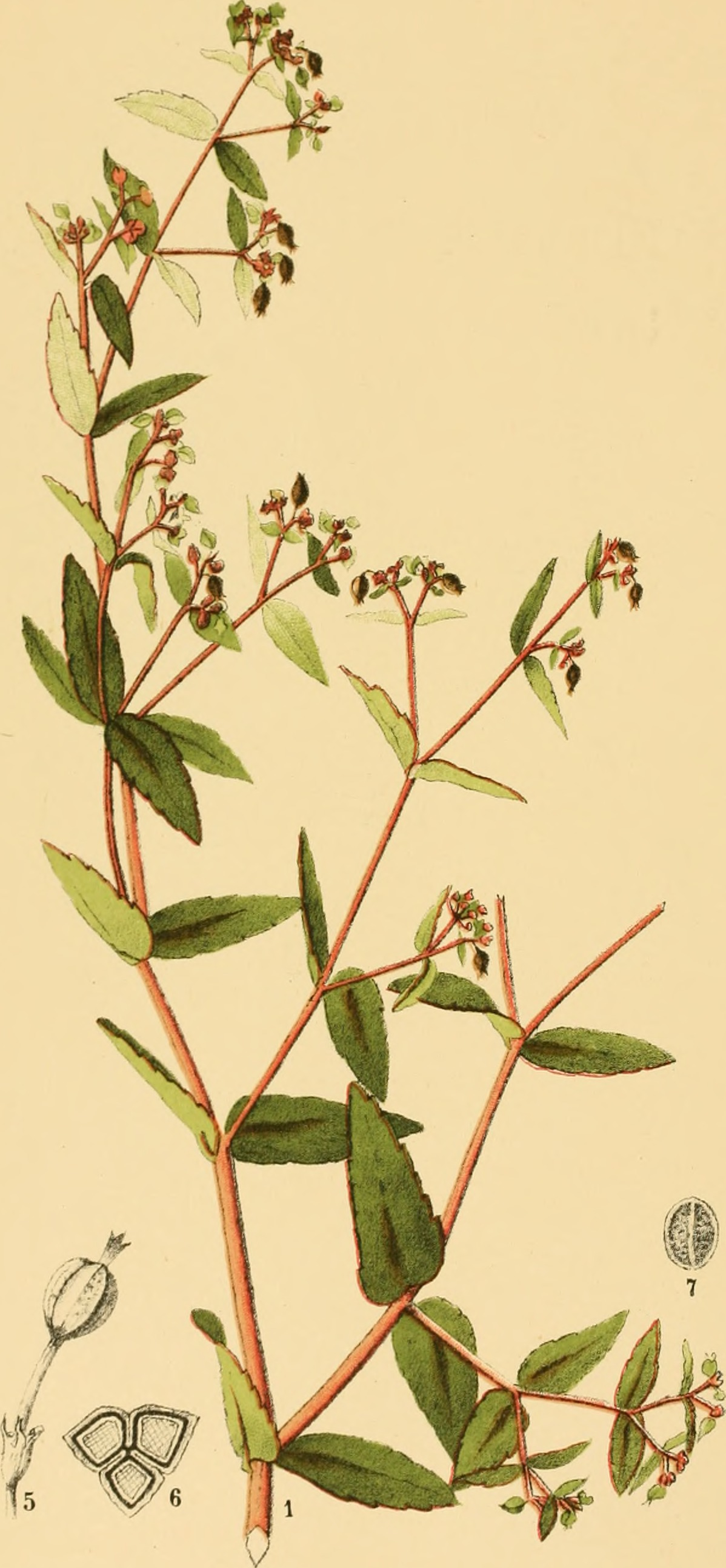
ілюстрація
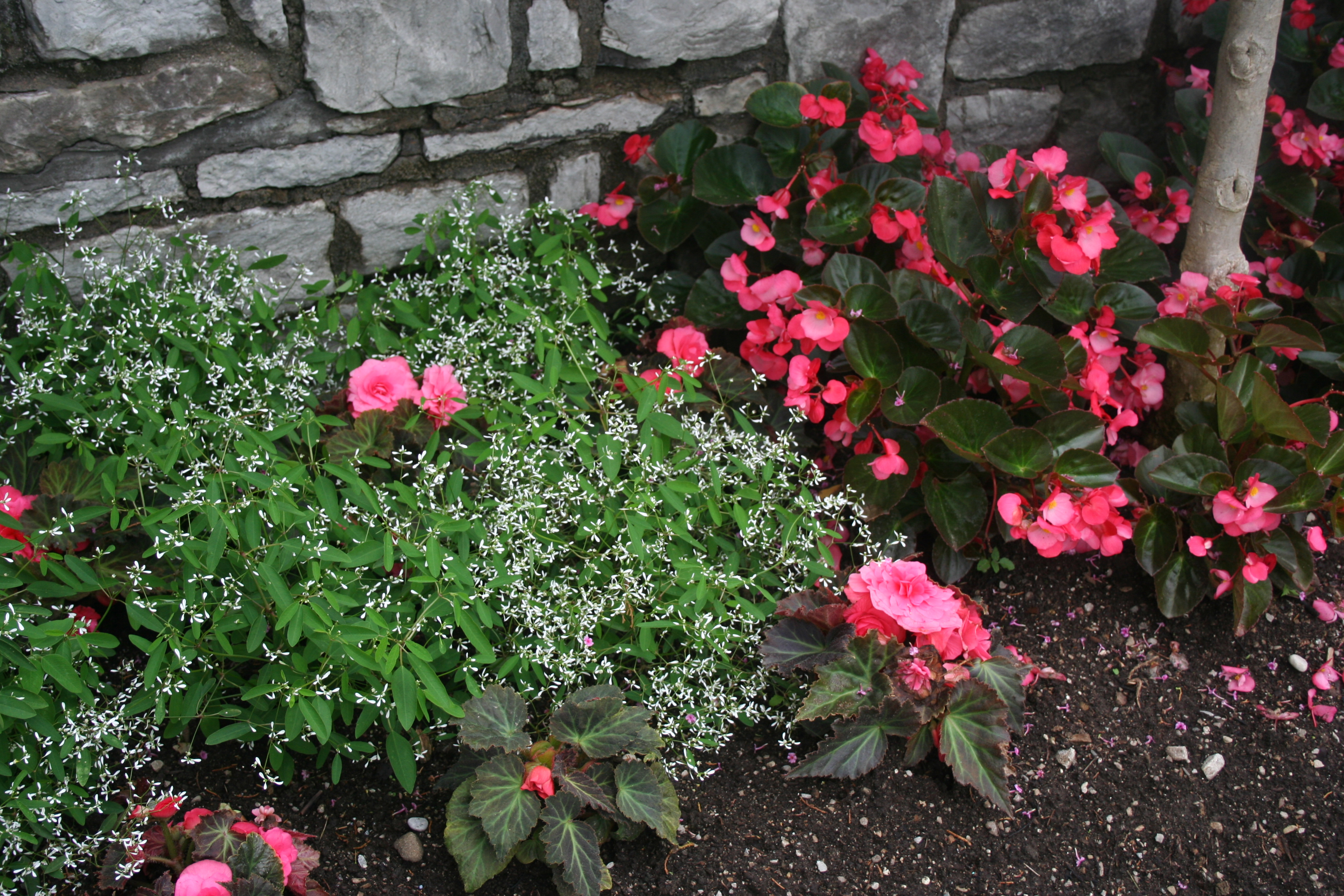
у культурі